# Юррюнь
Юррю́нь (фр. Urrugne) — коммуна во Франции, находится в регионе Аквитания. Департамент — Атлантические Пиренеи. Входит в состав кантона Андай-Кот-Баск-Сюд. Округ коммуны — Байонна.
Код INSEE коммуны — 64545.

## География

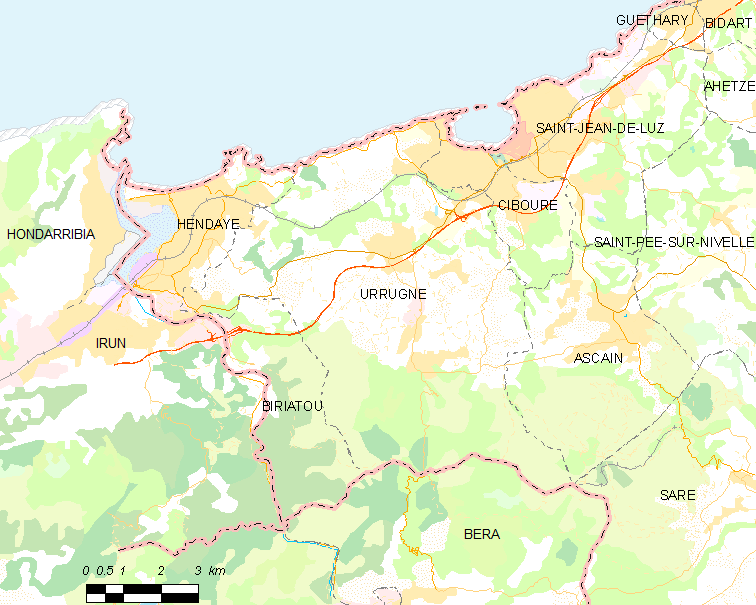
Карта коммуны

Коммуна расположена приблизительно в 690 км к юго-западу от Парижа, в 190 км юго-западнее Бордо, в 110 км к западу от По.

## Климат
Климат тёплый океанический. Зима мягкая, средняя температура января — от +5°С до +13°С, температуры ниже −10 °C бывают редко. Снег выпадает около 15 дней в году с ноября по апрель. Максимальная температура летом порядка 20-30 °C, выше 35 °C бывает очень редко. Количество осадков высокое, порядка 1100 мм в год. Характерна безветренная погода, сильные ветры очень редки.

## Население
Население коммуны на 2010 год составляло 8673 человека.
| 1962 | 1968 | 1975 | 1982 | 1990 | 1999 | 2010 |
| ---- | ---- | ---- | ---- | ---- | ---- | ---- |
| 3922 | 4245 | 4571 | 4894 | 6098 | 7058 | 8673 |

## Администрация
| Период | Период | Фамилия          | Партия                             | Примечания                            |
| ------ | ------ | ---------------- | ---------------------------------- | ------------------------------------- |
| 1929   | 1965   | Бернар де Кораль | Fédération républicaine            | депутат, генеральный советник кантона |
| 1965   | 1977   | Рене Субеле      |                                    |                                       |
| 1977   | 2002   | Даниэль Пулу     | Объединение в поддержку республики | генеральный советник кантона          |
| 2002   | 2008   | Леон Марен       | Разные правые                      |                                       |
| 2008   | 2020   | Одиль де Кораль  | Разные правые                      |                                       |

## Экономика
В 2010 году среди 5751 человека трудоспособного возраста (15-64 лет) 4284 были экономически активными, 1467 — неактивными (показатель активности — 74,5 %, в 1999 году было 70,1 %). Из 4284 активных жителей работали 3861 человек (2014 мужчин и 1847 женщин), безработных было 423 (183 мужчины и 240 женщин). Среди 1467 неактивных 467 человек были учениками или студентами, 607 — пенсионерами, 393 были неактивными по другим причинам.

## Достопримечательности
- Замок Юртюби[фр.] (XIV век). Исторический памятник с 1974 года[4]
- Церковь Св. Винсента (XVII век). Исторический памятник с 1925 года[5]
- Вилла Мандишка (1911—1927 годы). Исторический памятник с 1993 года[6]

## Города-побратимы
- Зульцбах-на-Майне (Германия, с 1980)

## Фотогалерея

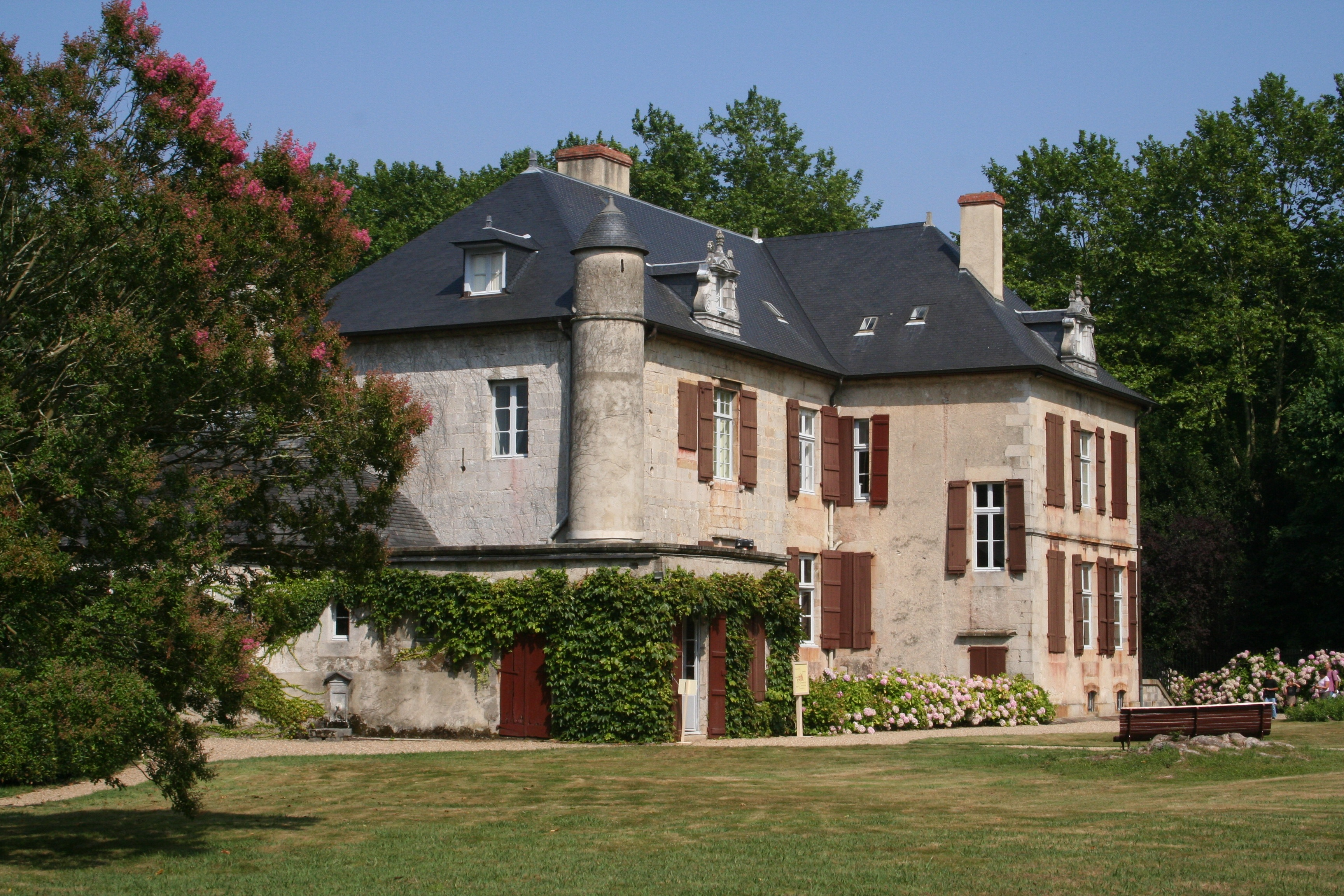
Замок Юртюби
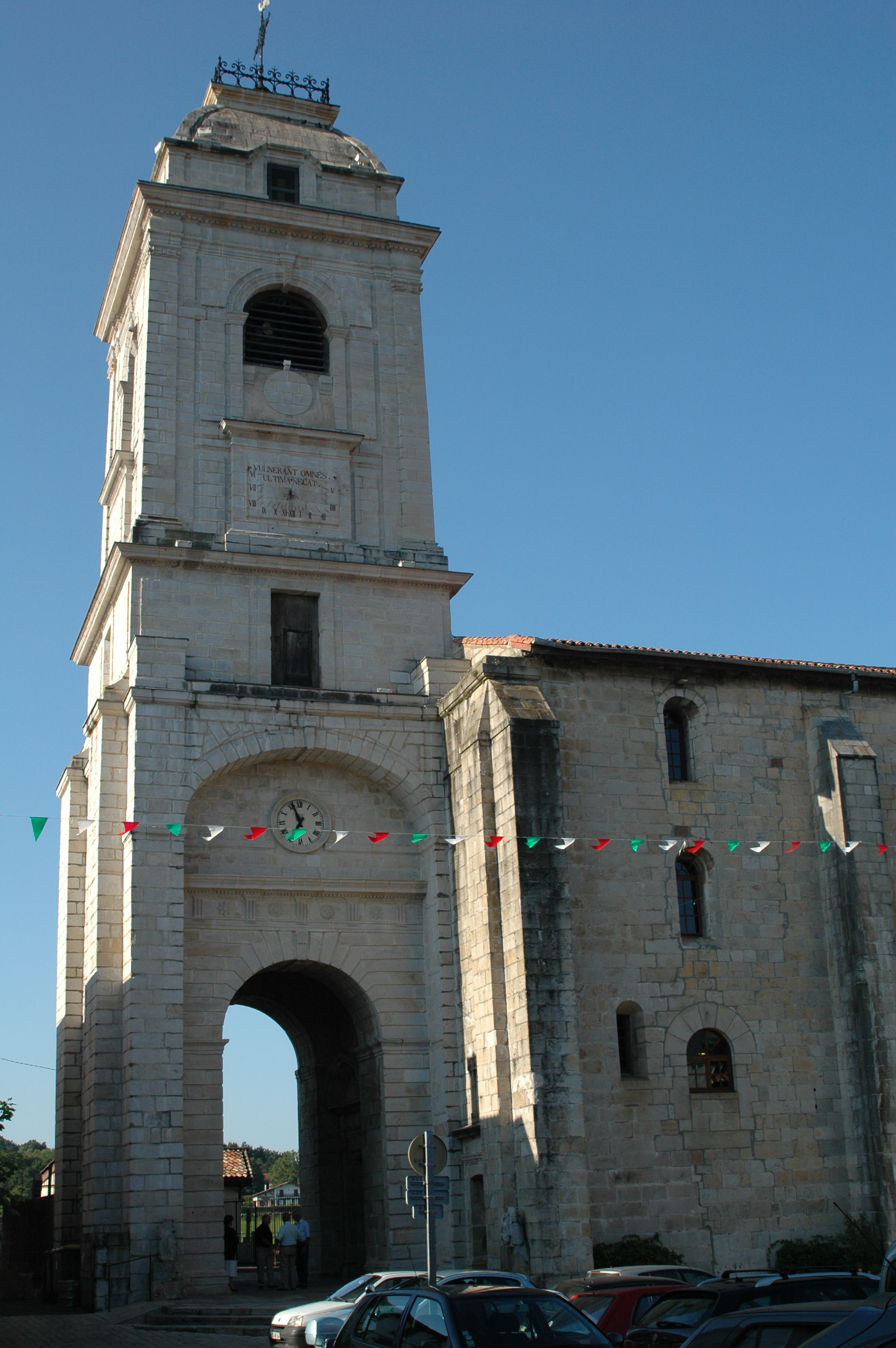
Церковь Св. Винсента
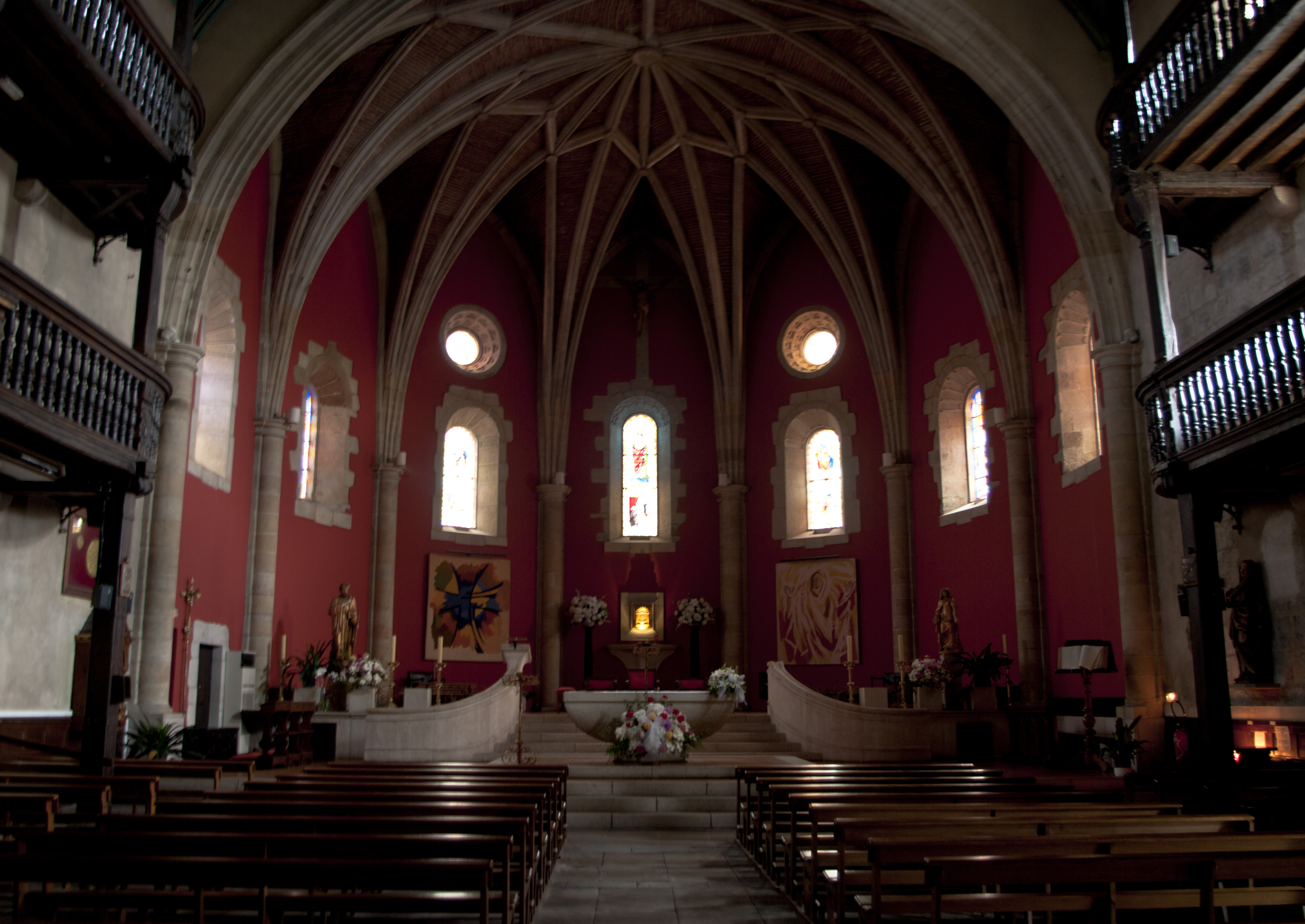
Интерьер церкви Св. Винсента
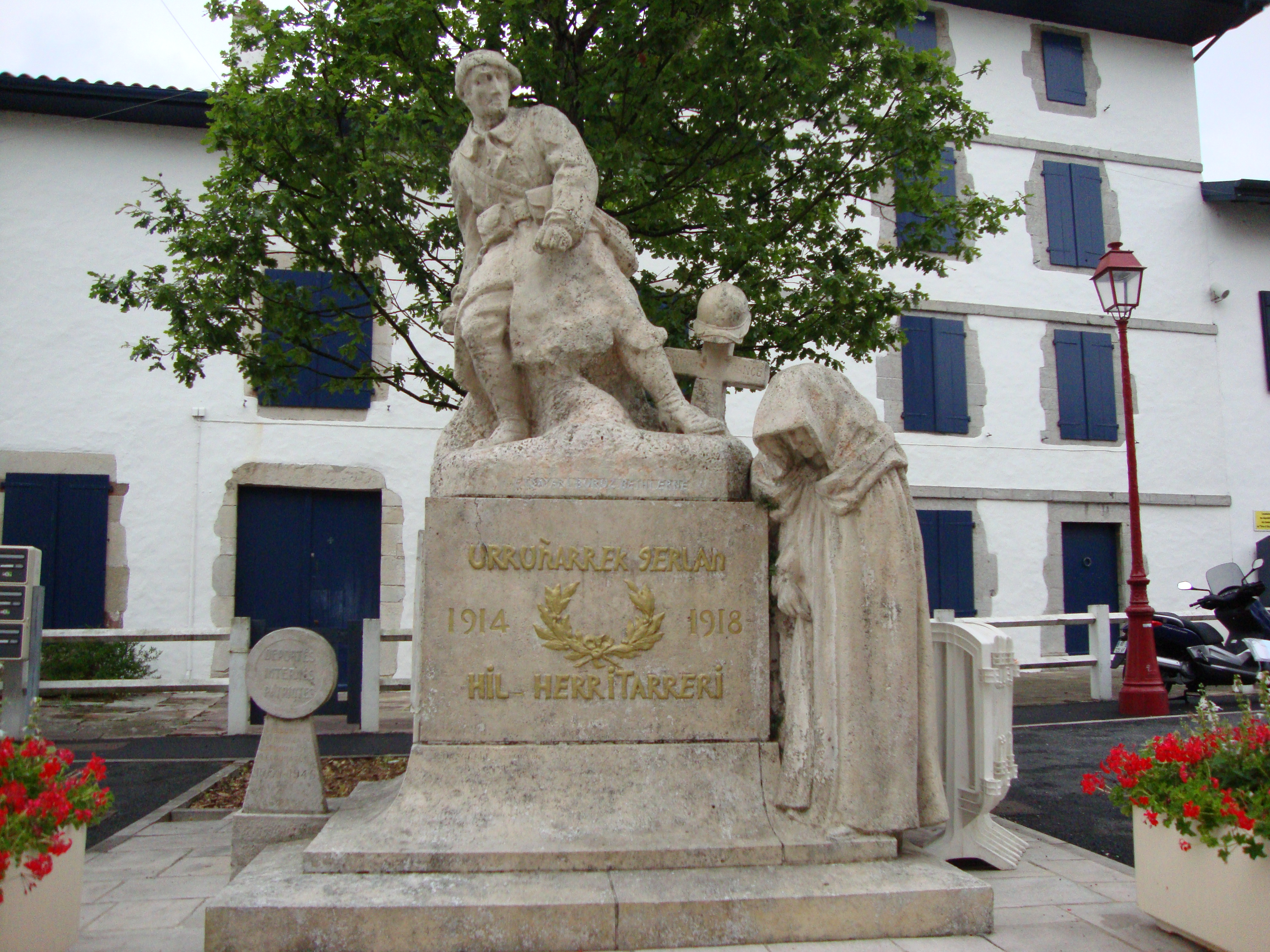
Военный мемориал